# Senad Halilbašić
Senad Halilbašić (* 18. September 1988 in Tuzla, SFR Jugoslawien) ist ein österreichischer Drehbuchautor, Filmproduzent, Dramaturg sowie Theater- und Kulturwissenschaftler bosnischer Herkunft. Gemeinsam mit Patrick Vollrath schrieb er das Drehbuch zu dem 2019 erschienenen Film 7500 mit Joseph Gordon-Levitt in der Hauptrolle.

## Leben
Halilbašić ist im heutigen Bosnien und Herzegowina geboren und wuchs im österreichischen Graz auf. Im Jahr 2008 zog er für sein Studium der Theater-, Film- und Medienwissenschaft an der Universität Wien in die Bundeshauptstadt.

## Karriere
Halilbašić’ Interesse für filmische und dramaturgische Konzepte reicht zurück bis in seine Jugend. Bereits während seiner Schulzeit realisierte er filmische Projekte und beschäftigte sich mit literarischen und textlichen Formen sowie der Darstellung von Zeitgeschichte.
2008 erhielt er den EXIL Literaturpreis für die beste Prosa für seine Erzählung „Heimat“, in welcher er sich mit den Grenzen von Integration und Assimilation beschäftigte und einen differenzierten Blick auf dieses Thema warf, indem er festhielt: „Man muss die Balance finden zwischen ‚Wie werde ich anerkannt?‘ und ‚Wie bleibe ich ich selbst?‘.“ Es gehe nicht darum, was man tun müsse, „um sich zu integrieren“, sondern darum, welche Probleme auftreten, wenn „man integriert ist“.

### Filmschaffen
Erste Erfahrungen an Filmsets sammelte er beim Grazer Nachwuchsfilmverein LOOM u. a. als Kameraassistent bei dem 2006 erschienenen Spielfilm Jenseits.
Als Produzent zeichnete er sich für zahlreiche international preisgekrönte Kurzfilme verantwortlich, darunter Projekte der Filmakademie Wien. So produzierte er etwa den Kurzfilm Unser Lied der Regisseurin Catalina Molina, welcher den Diagonale Kurzfilmpreis 2012 und den Österreichischen Filmpreis 2013 gewann, sowie den Kurzfilm Wir fliegen (2013; Regie: Ulrike Kofler), welcher eine Nominierung für den First Steps Award erhielt.
Ein verbindendes Projekt für seine kulturwissenschaftlichen und filmischen Tätigkeiten war der Dokumentarfilm Korida (2016), für welchen er mit Regisseur Siniša Vidović das Drehbuch schrieb. Der Film begleitet mehrere Protagonistinnen und Protagonisten der bisher filmisch kaum festgehaltenen bosnischen Stierkämpfe, einem rituellen Fest, das die verschiedenen Bevölkerungsgruppen der krisengeprägten Nachkriegsgesellschaft zusammenkommen lässt.
Gemeinsam mit Gerald Igor Hauzenberger schrieb Senad Halilbašić das Drehbuch zu dessen ORF-Dokumentarfilm Hypotopia – Die Suche nach Verantwortung (2016), der sich auf die Suche nach den Verantwortlichen des Hypo-Alpe-Adria-Bankenskandals begibt und Verflechtungen zwischen Bank, Politik und Lobbyisten auf den Grund geht.
Die Zusammenarbeit mit dem Regisseur Patrick Vollrath brachte bereits mehrere Erfolge zutage. Der Kurzfilm Alles wird gut (2015; Regie: Patrick Vollrath), den Halilbašić dramaturgisch betreute, erhielt den Österreichischen Filmpreis 2016 und wurde im selben Jahr für den Oscar als Bester Kurzspielfilm nominiert.
2019 feierte der Flugzeug-Thriller 7500 mit Joseph Gordon-Levitt in der Hauptrolle, für den Halilbašić und Vollrath gemeinsam das Drehbuch schrieben, beim Locarno Film Festival seine Weltpremiere. Für 7500 wurden Halilbašić und Vollrath im Rahmen der Verleihung des Österreichischen Filmpreises 2021 in der Kategorie Bestes Drehbuch ausgezeichnet.

### Dramaturgische Arbeit
Seit 2010 ist er für die Filmproduktions- und Stoffentwicklungsfirma Witcraft Szenario tätig. Dort arbeitete er zunächst als Koordinator des interkulturellen Drehbuchentwicklungsprogramms Diverse Geschichten, welches er seit 2014 als Dramaturg und Script Consultant gemeinsam mit Robert Buchschwenter betreut und bereits 2010 eine Nominierung zum Österreichischen Staatspreis für Erwachsenenbildung erhielt.
Zu den von Halilbašić dramaturgisch begleiteten Filmen zählen Angriff der Lederhosenzombies (2016; Regie: Dominik Hartl), sowie Die Migrantigen (Regie: Arman T. Riahi), der 2017 mit dem Publikumspreis beim Max Ophüls Preis Filmfestival ausgezeichnet wurde.
Halilbašić hat zahlreiche Workshops, Tagungen, Weiterbildungen in den Bereichen Drehbuch, Dramaturgie, Stoffentwicklung u. a. bei Robert McKee, Helen Jacey, Guillermo Arriaga, Maren Ade absolviert.

### Wissenschaftliche Laufbahn
Senad Halilbašić hat Theater-, Film- und Medienwissenschaft an der Universität Wien studiert. Auf sein Diplomstudium folgte eine Stelle als Universitätsassistent am Institut für Theater-, Film- und Medienwissenschaft parallel zu seinem Doktoratsstudium.
Zwischen 2011 und 2013 befasste er sich als freiberuflicher Kulturwissenschaftler mit der Literatur Sarajevos und war zusammen mit Ingo Starz Herausgeber der Anthologie Bibliothek Sarajevo. Literarische Vermessung einer Stadt (Drava 2012), welche den Ehrenpreis der Sarajevoer Buchmesse 2013 erhielt. In Zusammenarbeit mit Starz schrieb Halilbašić auch das Radio-Feature Burning Memory. Die toten Bücher von Sarajevo (WDR/RBB 2012).
2015 war er Mitorganisator der Tagung Theatre during the Yugoslav Wars, aus welcher ein internationales Forschungsnetzwerk zu Theaterphänomenen jener Zeit hervorging.
2019 promovierte Halilbašić mit der Arbeit „Spielende und Zuschauende sowie eine Granate, die weit genug entfernt ist.“ – Theater in Bosnien und Herzegowina 1992 bis 1995 bei Doktorvater Stefan Hulfeld. Im Rahmen seiner Dissertation stellte Halilbašić theaterhistoriographische Grundlagenforschung der Aktivitäten institutioneller Theaterhäuser in Bosnien und Herzegowina während des Bosnienkriegs 1992 bis 1995 an. Er untersuchte die Aktivitäten von Theaterinstitutionen und die Funktionen staatlicher Theaterinstitutionen sowie die daraus resultierenden Formen von Theater in vier bosnisch-herzegowinischen Städten u. a. durch einen einjährigen Forschungsaufenthalt in Bosnien und Herzegowina, Serbien und Kroatien. Seine Feldforschung in diesem Bereich stellt die erstmalige Erhebung und Übersetzung von Primärmaterial vor Ort dar (Videoaufzeichnungen von Aufführungen, Strichfassungen, Programmhefte, Kritiken; Gespräche mit theaterschaffenden Zeitzeugen und Zeitzeuginnen).
Er bediente sich bei seiner Analyse interdisziplinärer Forschungsansätze aus Theaterwissenschaft, Südslawistik, Oral History und südosteuropäischer Geschichte. Auf dieser Basis erarbeitete er eine maßgebliche Untersuchung der Funktionen von Theater zur Zeit des Bosnienkrieges.
Von 2019 bis 2021 bekleidete Halilbašić eine Stelle als Universitätsassistent und PostDoc für südslawische Literatur- und Kulturwissenschaft an der Universität Wien.
Er publiziert regelmäßig Texte im RAY Filmmagazin sowie im Theater der Zeit und ist im Vorstand der interdisziplinären Forschungsgruppe Akademie an der Grenze tätig.

## Filmografie (Auswahl)

### Drehbuchautor
- 2023: Der Pass, Staffel 3 (Fernsehserie, Regie: Christopher Schier, Thomas Kienast)
- 2023: Der Greif (Fernsehserie)
- 2022: Souls (Fernsehserie, Regie: Alex Eslam, Hanna Maria Heidrich)
- 2021: Me, We (Regie: David Clay Diaz)
- 2019: 7500 (Regie: Patrick Vollrath)
- 2016: Hypotopia – Die Suche nach Verantwortung (Regie: Gerald Igor Hauzenberger)
- 2016: Korida (Regie: Siniša Vidović)

### Produzent
- 2016: Las Meninas (Regie: Dániel Béres)
- 2015: Wenn's kalt wird (Regie: Dominik Hartl)
- 2013: Wir fliegen (Regie: Ulrike Kofler)
- 2012: Florida (Regie: Catalina Molina)
- 2012: Unser Lied (Regie: Catalina Molina)

### Dramaturgische Beratung
- 2017: Die Migrantigen (Regie: Arman T. Riahi)
- 2016: Angriff der Lederhosenzombies (Regie: Dominik Hartl)
- 2015: Alles wird gut (Regie: Patrick Vollrath)

## Publikationen (Auswahl)

### Autor
- Bosnia and Herzegovina's National Theatres in the Context of Language Politics During the War. In: Jana  Dolečki, Senad Halilbašić & Stefan Hulfeld (Hrsg.): Theatre in the Context of the Yugoslav Wars. Palgrave Macmillan, Basel 2018, ISBN 978-3-319-98893-1, S. 63–81.
- Alphabet der Zensur (gemeinsam mit Jan Klata, Dorte Lena Eilers). In: ITI Jahrbuch, 2017, S. 49–57.
- Dieses Theater hütet und schützt vor der Angst wie ein warmer Mutterleib. – Oder auch nicht. Neuverortungen der Funktionen von Theatergebäuden im Bosnienkrieg. In: Birgit Peter, Gabriele C. Pfeiffer (Hrsg.): Flucht – Migration – Theater: Dokumente und Positionen. V&R unipress, Göttingen 2017, ISBN 978-3-8471-0667-8, S. 389–397.
- Primitiver Herrscher im Frack: Krisen, Kriege, Theater – und Trump: Zur 56. Ausgabe des Theaterfestivals MESS in Sarajevo, In: Theater der Zeit, Jg. 2016, Nr. 12, ISSN 0040-5418, S. 32–33.
- Geteilte Stadt, geteiltes Theater, In: Theater der Zeit, Jg. 2015, Nr. 11, ISSN 0040-5418, S. 48–48.
- In Zeiten wie diesen... Zwanzig Jahre Kriegstheater in Sarajevo, In: Theater der Zeit, Jg. 2012, Nr. 12, ISSN 0040-5418, S. 40–42.

### Herausgeber
- Theatre in the Context of the Yugoslav Wars (gemeinsam mit Jana Dolečki & Stefan Hulfeld). Palgrave Macmillan, Basel 2018, ISBN 978-3-319-98893-1.
- Bibliothek Sarajevo: Literarische Vermessung einer Stadt (gemeinsam mit Ingo Starz). Drava, Klagenfurt/Celovec 2012, ISBN 978-3-85435-682-0.